# Bryan Woods

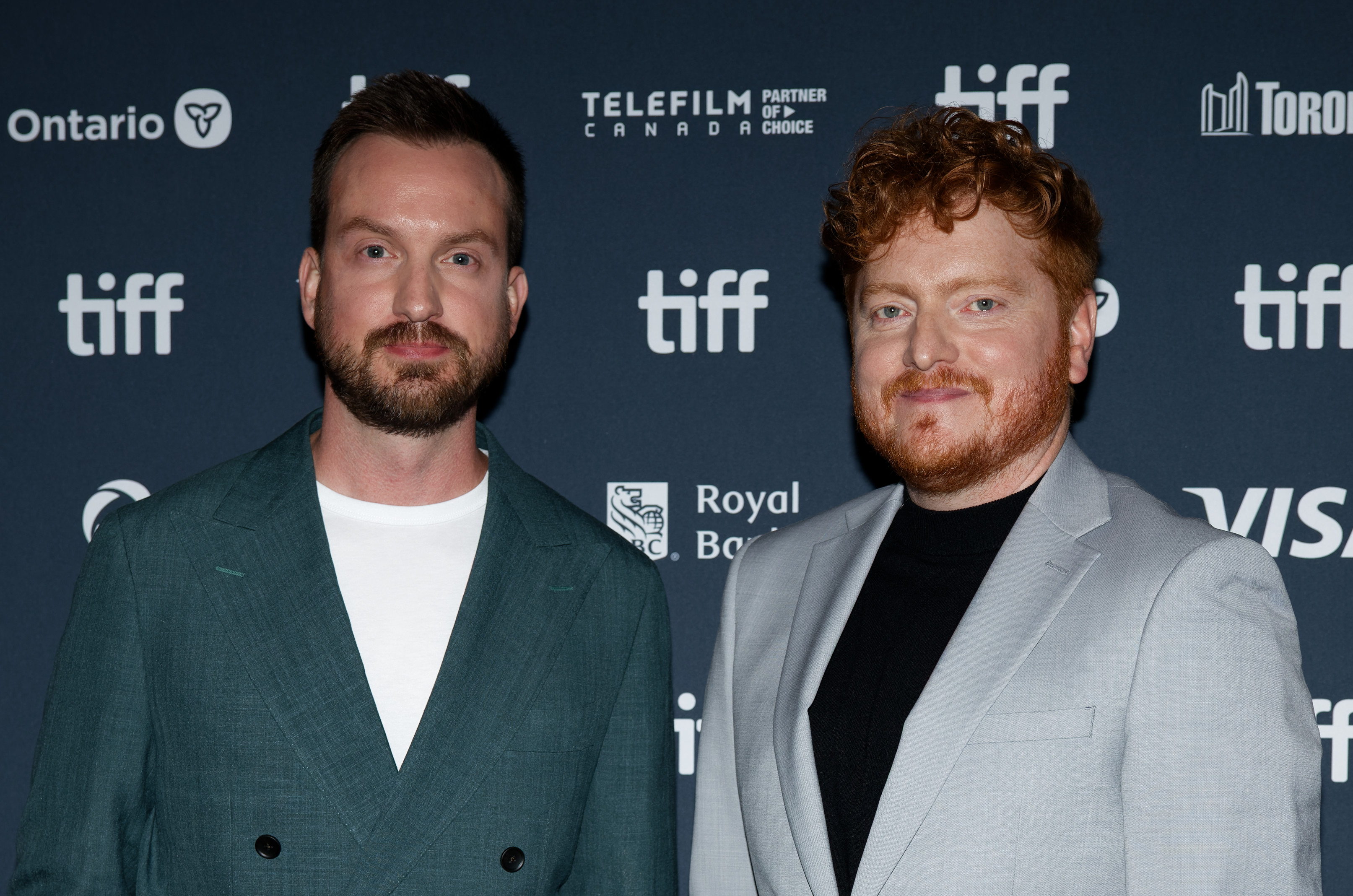
Scott Beck und Bryan Woods 2024 am Toronto International Film Festival (TIFF)

Bryan Woods (* 14. September 1984 in Davenport, Iowa) ist ein US-amerikanischer Drehbuchautor, Filmproduzent und -regisseur.

## Leben
Der 1984 in Davenport geborene Bryan Woods hatte im Alter von 11 Jahren Scott Beck kennengelernt. In ihrer gemeinsamen Zeit am College hatten sie eine Reihe von Stummfilmen mit Charlie Chaplin und Buster Keaton gesehen. Jacques Tati sei jedoch ihr absoluter Favorit gewesen, so sein späterer Autorenkollege Beck.
Nachdem Woods und Beck gemeinsam im Adler Theatre in Davenport Filme vorgeführt hatten, schrieben sie später zusammen verschiedene Drehbücher, so zwischen 2002 und 2010 für den Kurzfilm Yearbook, für den Woods beim Cedar Rapids Independent Film Festival 2002 mit dem Eddy Award	ausgezeichnet wurde, und für die Kurzfilme Amber, Shades und Impulse. Für den 2015 veröffentlichten Horror-Thriller Nightlight, bei dem sie auch gemeinsam Regie führten, hatten sie zudem die zugrundeliegende Geschichte entwickelt. 2017 wurde bekannt, dass sie ihr Drehbuch für A Quiet Place an Paramount Pictures verkaufen konnten. Die Grundidee zu diesem hatten Woods und Beck bereits während ihrer College-Zeit entwickelt. Ihre gemeinsame Leidenschaft für Stummfilme hatte sie dazu gebracht, die Geschichte von A Quiet Place in einen solchen Genrekontext einzuordnen. Ihr Drehbuch wurde schließlich von Schauspieler und Regisseur John Krasinski umgesetzt.
Als Regisseure arbeiten Woods und Scott gemeinsam an fünf Spielfilmen, so an den Filmdramen Lost/Found und University Heights, dem Western The Bride Wore Blood und zuletzt an den Horror-Thrillern Nightlight und Halloween Haunt. Ihr Science-Fiction-Film 65, mit Adam Driver in der Hauptrolle, kam im März 2023 in die Kinos.

## Filmografie (Auswahl)
- 2002: Yearbook (Kurzfilm)
- 2004: For Always
- 2004: Her Summer
- 2006: The Bride Wore Blood
- 2015: Nightlight
- 2018: A Quiet Place
- 2019: Halloween Haunt (Haunt)
- 2023: 65
- 2023: The Boogeyman
- 2024: Heretic

## Auszeichnungen (Auswahl)
Bram Stoker Award
- 2018: Nominierung für das Beste Drehbuch (A Quiet Place)

Saturn Award
- 2019: Auszeichnung für das Beste Drehbuch (A Quiet Place)

Writers Guild of America Award
- 2019: Nominierung für das Beste Originaldrehbuch (A Quiet Place)[4]